# Ortensio Mauro
Œuvres principales
Enrico Leone
Ortensio Bartolomeo Mauro (baptisé le 24 août 1634 à Vérone, mort le 14 septembre 1725 à Hanovre) est un écrivain et librettiste italien.

## Biographie
Mauro étudie la littérature à l'université de Padoue puis s'installe à la cour de Paderborn et en 1663 de Celle. En 1674, il devient secrétaire, poète et maître de cérémonie de la cour de Hanovre.
Il retourne à Paderborn en 1678 puis revient à Hanovre en 1683, où il appartient à la cour académique de Sophie de Hanovre, princesse-électrice de Brunswick-Lunebourg. Il écrit les livrets de huit opéras composés par son compatriote Agostino Steffani. L’œuvre la plus importante est Enrico Leone, qui inaugure le Schlossopernhaus, salle de 1 300 places au sein du château de la Leine (de).
En tant que secrétaire de la cour, Mauro a une correspondance avec Gottfried Wilhelm Leibniz.

## Source de la traduction
- (de) Cet article est partiellement ou en totalité issu de l’article de Wikipédia en allemand intitulé « Ortensio Mauro » (voir la liste des auteurs).